# Musen-Almanach
Il Musen-Almanach ("Almanacco delle Muse") era una rivista letteraria, popolare in Germania dal 1770 alla metà del XIX secolo.

## Storia
Il primo esempio fu Göttinger Musenalmanach (GMA) di Johann Christian Dieterich del 1770. L'opera fu promossa dal matematico Abraham Gotthelf Kästner e pubblicato da Heinrich Christian Boie (in collaborazione con Friedrich Wilhelm Gotter). Ulteriori contributi furono svolti da Johann Heinrich Voss, Ludwig Christoph Heinrich Hölty, Johann Martin Miller e il suo parente Gottlob Dietrich Miller, Johann Friedrich Hahn, Johann Thomas Ludwig Wehrs, Johann Anton Leisewitz e altri . Nel 1774 Boie divenne direttore di Voss, ma Voss partì presto per Amburgo dove iniziò il suo almanacco; nella primavera del 1775 Voss fu sostituito da Leopold Friedrich Günther Goeckingk, l'anno seguente da Gottfried August Bürger, che divenne editore unico nel 1779. Dopo la morte di Bürger nel 1795 fu sostituito da Karl Reinhard.
Un'imitazione semi piratata di Engelhard Benjamin Schwickert, Leipziger Almanach der deutschen Musen, apparve simultaneamente a Lipsia. Nonostante includesse diciannove articoli rubati, era in vendita prima della GMA. L'editore era Christian Heinrich Schmid, e negli anni successivi incluse il lavoro di Friedrich Gottlieb Klopstock, Christian Fürchtegott Gellert, Johann Wilhelm Ludwig Gleim e Karl Wilhelm Ramler. Dal 1776 fu intitolato Leipziger Musen-Almanach e dal 1782 Benjamin prese il posto di direttore.
Il terzo almanacco a comparire era quello di Johann Heinrich Voss, l'Hamburger Musenalmanach.
Nel 1777 a Vienna apparve un altro numero il Wienerischer Musenalmanach (o Wiener Musen-Almanach del 1786). L'editore era Joseph Franz von Ratschky, al quale si unì Aloys Blumauer nel 1781, e in seguito Gottlieb von Leon e Martin Joseph Prandstätter. L'ultimo numero è apparso nel 1796.